# Кувира
Кувира (англ. Kuvira), также известная как Великий объединитель (англ. Great Uniter) — персонаж мультсериала «Легенда о Корре», главный антагонист четвёртого сезона.

## Появления

### Мультсериал «Легенда о Корре»

#### Книга 3: Перемена
Кувиру бросили родители, и её приютила к себе Суинь Бейфонг, когда девочке было 8 лет. Она многое почерпала от своей приёмной матери и стала магом металла. Кувира явлалась капитаном городской стражи Заофу.
Во время битвы с Захиром и его возлюбленной, Кувира спасла Тонрака, отца Корры, не дав ему упасть с горы.

#### Книга 4: Равновесие
Три года спустя Кувира нарастила большую власть. В течение этих лет, пока Корра отсутствовала, девушка восстанавливала Царство Земли после того, как Захир убил царицу. Она получила прозвище Великий объединитель. На неё работали такие известные персонажи как Болин и Варик, а также сын Су Бейфонг, Баатар-младший, который стал её возлюбленным. Однако её методы были жёсткими и деспотичными, отчего она многим не нравилась. Она вынуждала провинции примыкать к ней силой. Когда ситуация стабилизировалась, новым Царём Земли должен был стать Ву, но на коронации Кувира объявила об образовании новой Империи Земли и провозгласила себя её правителем. Она заставляет Варика изобрести супероружие из энергии лиан, но когда это становится опасным, учёный бизнесмен отказывается. Тогда Кувира угрожает ему, и Варику приходится продолжать работу. Великий объединитель прибывает на свою родину, Заофу, которая осталась последней, кто не присоединился к империи. Су, теперь находящаяся с бывшей ученицей в плохих отношениях, отказывается примкнуть к империи. Кувира собирается завоевать город, и это не нравится Болину. Он понимает, что ошибся, встав на её сторону, и сбегает вместе с Вариком. Помощница последнего, Жу Ли, говорит, что будет верна Великому объединителю. Ночью глава Клана Металла и её сыновья Вей и Винг проникают в лагерь Кувиры и пытаются покончить с ней, но их хватают. Затем Великий объединитель противостоит Корре и одолевает Аватара, поскольку та ещё не окончательно выздоровела после жестокой схватки с Захиром. Корру спасают дети Тензина, улетая с ней на бизоне, а Кувира берёт власть в Заофу.
Позже Кувира добывает лианы с болота для своего супероружия. Однако на его испытаниях, Жу Ли саботирует машину, поскольку на самом деле осталась на стороне сбежавшего Варика. Правительница хочет убить предательницу, но ту спасают Опал и Болин, которые также освободили семью Бейфонгов из заточения у Кувиры. Великий объединитель планирует напасть на Республиканский город. Она идёт к нему со своей армией, сама управляя гигантским роботом. Баатара-младшего похищают, чтобы узнать, как остановить машину, и тот связывается с Кувирой по рации. Она говорит, что любит его, но, выяснив координаты их местонахождения, стреляет туда из пушки. Герои выживают и борются с роботом. Пока маги отвлекают Кувиру, Жу Ли с Вариком и Асами с отцом проделывают дыру внутрь робота. Хироши Сато погибает на миссии, но именно ему удаётся исполнить задуманное. Враги проникают внутрь робота и саботируют его, а Кувира снова сражается с Аватаром. Когда машина выходит из строя, Кувира бежит через лес и видит там свою брошенную ею же пушку. Она активирует её, но та работает неисправно и стреляет во все стороны. Луч чуть не попадает в Кувиру, но Корра, вошедшая в состояние Аватара, спасает её. Из-за образовавшейся воронки открывается новый портал в мир духов, и Корру с Кувирой затягивает туда.
Великий объединитель и Аватар разговаривают в мире духов. Кувира спрашивает Корру, почему та спасла её, и последняя отвечает, что они похожи: обе жёсткие и решительные, иногда не думают о последствиях. Кувира отвечает, что не могла бросить Царство Земли, как её бросили родители. Когда она увидела, что Су отказалась помогать стране, когда её просили мировые лидеры, Кувира решила действовать сама. Вернувшись в мир людей, Великий объединитель сдаётся в руки правосудия.

## Отзывы и критика

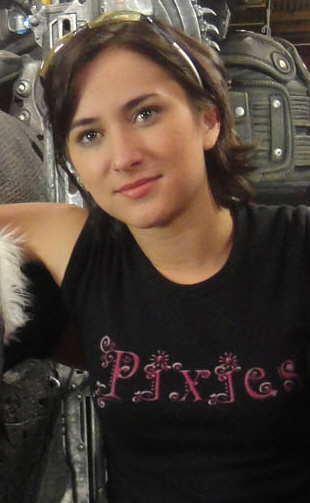
Зельда Уильямс озвучила Кувиру

Льюис Кемнер из Comic Book Resources сравнил Кувиру с Коррой. Он отметил, что «у них одинаковый рост и цвет волос, они пытаются объединить мир, хотя каждый по-своему; они обе упрямые и целеустремлённые и любят подраться с любым, кто с ними не согласен». Журналист также проводил параллель Кувиры с Зуко, отмечая, что они оба пострадали от родителей. Зуко — от отца, а Кувиру бросили оба родителя. Далее Кемнер подчеркнул, что это посеяло в Кувире недоверие. Ханна Шоу-Уильямс из Screen Rant посчитала, что «Кувира, возможно, была самым сильным противником, с которым столкнулась Корра, потому что она искренне верила, что её действия были правильными и что Царство Земли в конечном итоге станет сильнее как единая нация».
Льюис Кемнер также рассматривал Кувиру и Захира для статьи в Screen Rant. В ней он написал, что Кувира — хороший стратег, и что она «показала себя хладнокровным и способным лидером». Джим Роули из Looper отмечал, что часто «Кувира не просто побеждает своих врагов и заставляет их подчиняться своей воле; она фактически требует, чтобы они принесли ей клятву верности». Он добавил, что это «это стандартный ход любого потенциального диктатора, пытающегося установить культ личности». Журналист сравнил её клятву с клятвой Гитлеру.
Ноел Киркпатрик из Yahoo!, обозревая эпизод «Гамбит Кувиры», достаточно подробно поговорил о ней. Он посчитал Кувиру своим «любимым элементом в Книге Четвёртой». Репортёр написал, что «её риторика и действия, как на коронации Ву, так и в битве за Заофу, говорили о многом и, вероятно, вызвали положительные впечатления о её руководительских способностях, особенно в отличие от пижона Ву и неэффективной Корры». Киркпатрик добавил, что Кувира «может быть безжалостным диктатором, но она безжалостный диктатор, который добивается результатов».
Дж. Эндрига из The Bit Bag писал, что «в первом эпизоде Книги Четвёртой нам даётся представление о том, как Кувира заслужила своего титула [Великого объединителя]». Он продолжил, что «когда на её поезд напала группа бандитов-магов, Кувира одолела их всех в одиночку». Журналист добавил, что «Кувира не похожа ни на одного другого злодея из предыдущих сезонов „Легенды о Корре“». Эндрига подчеркнул, что «в отличие от Захира, который стремился изменить мир посредством анархии, Кувира очень увлечена установлением порядка или, возможно, даже слишком увлечена». Кевин Таш из Collider включил персонажа в топ лучших злодеев франшизы.